# Neoniphon marianus
Neoniphon marianus (Cuvier, 1829) è un pesce osseo marino appartenente alla famiglia Holocentridae.

## Distribuzione e habitat
L'areale comprende le parti tropicali dell'oceano Atlantico occidentale a nord fino alla Carolina del Nord (raro a nord della Florida) e a sud fino al Venezuela, è presente anche in tutto il mar dei Caraibi, nel golfo del Messico tranne la parte settentrionale e alle Bahamas.
È associato a fondali duri, soprattutto corallini ma è poco diffuso in acque basse mentre diventa l'Holocentridae più comune sotto i 30 metri. Vive nelle parti rivolte al mare aperto delle barriere coralline.
La distribuzione batimetrica va da 1 a 70 metri ma è comune soprattutto tra 30 e 60 metri.

## Descrizione
L'aspetto è quello comune a gran parte degli Holocentridae con corpo snello, occhi grandi, bocca ampia e muso appuntito. Il terzo raggio spinoso della pinna anale è molto lungo e robusto. La colorazione è più gialla rispetto agli altri Holocentridae dell'Atlantico. Il corpo è percorso da strisce longitudinali rosse, argentate e giallo arancio, queste ultime più evidenti nella parte anteriore del corpo. Una fascia gialla verticale gialla è presente sull'opercolo branchiale e strisce gialle longitudinali sono presenti sulla parte spinosa della pinna dorsale. .
La lunghezza massima arriva a 18 cm.

## Biologia

### Alimentazione
Si nutre di invertebrati bentonici, soprattutto crostacei come gamberi, granchi e stomatopodi.

### Predatori
È riportata la predazione da parte di specie introdotte del genere Pterois.

## Pesca
La pesca ha scarsissima importanza ed è perlopiù casuale. È presente sul mercato dei pesci d'acquario.

## Conservazione
La specie è moderatamente comune in tutto l'areale, viene pescata in maniera sporadica e non sono note altre cause di minaccia. Per questo la lista rossa IUCN la classifica come "a rischio minimo".